# Escacena del Campo
Escacena del Campo – gmina w Hiszpanii, w prowincji Huelva, w Andaluzji, o powierzchni 135,36 km². W 2011 roku gmina liczyła 2009 mieszkańców.